# U-247
U-247 — средняя немецкая подводная лодка типа VIIC времён Второй мировой войны.

## История
Заказ на постройку субмарины был отдан 5 июня 1941 года. Лодка была заложена 16 декабря 1942 года на верфи «Германиаверфт» в Киле под строительным номером 681, спущена на воду 23 сентября 1943 года. Лодка вошла в строй 23 октября 1943 года под командованием оберлейтенанта Герхарда Матшулата.

### Флотилии
- 23 октября 1943 года — 31 мая 1944 года — 5-я флотилия (учебная)
- 1 июня 1944 года — 1 сентября 1944 года — 1-я флотилия

### История службы
Лодка совершила 2 боевых похода. 5 июля 1944 года в двадцати милях от берегов Шотландии лодка артиллерийским огнём потопила британский траулер Noreen Mary (207 брт). Эта единственная победа является уникальным случаем в связи с тем, что в 1944 году немецкие лодки старались не всплывать лишний раз даже для пополнения запасов воздуха, чтобы не подвергнуться атаке авиации. Вдобавок, это было одно из двух признанных военных преступлений, наряду с U-852, когда немецкая подводная лодка расстреливала из пулемётов спасающихся с потопленного судна моряков. 
U-247 была потоплена 1 сентября 1944 года в районе с координатами 49°54′ с. ш. 05°49′ з. д. глубинными бомбами с канадских фрегатов HMCS Saint John и HMCS Swansea. 52 погибших (весь экипаж).
Эта лодка была оснащена шноркелем.